# Искра (Светлогорский район)
Искра (бел. Іскра) — деревня в Чирковичском сельсовете Светлогорского района Гомельской области Беларуси.

## География

### Расположение
Расположена в границах гидрологического заказника республиканского значения «Выдрица».
В 5 км на север от Светлогорска, 6 км от железнодорожной станции Светлогорск-на-Березине, 115 км от Гомеля.

## Транспортная сеть
Транспортные связи по просёлочной, а затем по автодорогам, которые отходят от Светлогорска. Планировка состоит из прямолинейной улицы, ориентированной с юго-востока на северо-запад. Застройка двусторонняя, деревянная, усадебного типа.

## История
Основана в начале 1920-х годов переселенцами из соседних деревень на бывших помещичьих землях. В 1930 году жители вступили в колхоз.
Расположены подсобное хозяйство ОАО «Светлогорский целлюлозно-картонный комбинат», фельдшерско-акушерский пункт, клуб.

## Население

### Численность
- 2004 год — 49 хозяйств, 72 жителя

### Динамика
- 1959 год — 374 жителя (согласно переписи)
- 2004 год — 49 хозяйств, 72 жителя